# Schöffengrund
Schöffengrund település Németországban, Hessen tartományban. Lakosainak száma 6597 fő (2023. december 31.). Schöffengrund Wetzlar, Hüttenberg, Waldsolms, Braunfels és Solms községekkel határos.

## Népesség
A település népességének változása:
| Lakosok száma | 6413 | 6379 | 6492 | 6524 | 6597 |
|               | 2017 | 2019 | 2021 | 2022 | 2023 |